# Yoshimasa Hirose
Yoshimasa Hirose (廣瀬佳正, Hirose Yoshimasa), né le 21 octobre 1977 à Utsunomiya, est un coureur cycliste japonais. Il est actuellement directeur général de l'équipe Utsunomiya Blitzen.

## Palmarès et résultats

### Palmarès par année
- 1998
  -  Champion du Japon du contre-la-montre espoirs
- 1999
  -  Champion du Japon du contre-la-montre espoirs

### Classements mondiaux
| Année         | 2006 | 2009 |
| ------------- | ---- | ---- |
| UCI Asia Tour | 97e  | 214e |